# Geelbuikdikbekje
Het geelbuikdikbekje (Sporophila nigricollis) is een zangvogel uit de familie Thraupidae (tangaren). Het is een zangvogel die voorkomt in grote delen van de noordelijke helft van Zuid-Amerika en het Caraïbisch gebied. De vogel is in 1823 geldig door de Franse natuuronderzoeker Louis Jean Pierre Vieillot beschreven.

## Kenmerken
De vogel is 8,5 tot 10,3 cm lang en weegt 8,5 tot 11,2 g. Het zijn kleine zaadeters met een dikke snavel. Het zijn overwegend bruin tot licht olijfbruin gekleurde vogels. Het bruin op de borst grenst abrupt aan bleekgeel gekleurde buikveren.

## Verspreiding en leefgebied
Deze soort telt 3 ondersoorten:
- S. n. nigricollis: van Trinidad en Tobago en de zuidelijke Kleine Antillen, Costa Rica tot oostelijk Bolivia, Brazilië en noordelijk Argentinië.
- S. n. vivida: zuidwestelijk Colombia en westelijk Ecuador.
- S. n. inconspicua: westelijk en centraal Peru.

Het leefgebied bestaat uit open vlaktes met gras en ruigtekruiden zoals braakliggende akkers in laagland en tot op 2000 m boven zeeniveau.

## Status
Het geelbuikdikbekje heeft een groot verspreidingsgebied en daardoor is de kans op de status  kwetsbaar (voor uitsterven) zeer klein. De grootte van de wereldpopulatie is niet gekwantificeerd. Men veronderstelt dat de soort in aantal vooruit gaat. Om deze redenen staat de soort als niet bedreigd op de Rode Lijst van de IUCN.
Het taxon S. melanops (Pelzeln, 1870) is in 1823 verzameld en later beschreven. Over de soortstatus van dit taxon is geen consensus. Ooit stond het op de Rode Lijst als ernstig bedreigde vogelsoort. In het Handbook of the Birds of the World en op de IOC World Bird List wordt dit exemplaar beschouwd als een kleurvariant of een bastaard met het geelbuikdikbekje.